# Äggörsberget
Äggörsberget är en skär i Finland. Det ligger i Norra kvarken och i kommunen Vasa i den ekonomiska regionen  Vasa i landskapet Österbotten, i den västra delen av landet. Skäret ligger omkring 15 kilometer väster om Vasa och omkring 370 kilometer nordväst om Helsingfors.
Skärets area är 0,4 hektar och dess största längd är 130 meter i sydväst-nordöstlig riktning.